# Labastide-du-Haut-Mont
Labastide-du-Haut-Mont – miejscowość i gmina we Francji, w regionie Oksytania, w departamencie Lot.
Według danych na rok 1990 gminę zamieszkiwało 70 osób, a gęstość zaludnienia wynosiła 7 osób/km² (wśród 3020 gmin regionu Midi-Pireneje Labastide-du-Haut-Mont plasuje się na 993. miejscu pod względem liczby ludności, natomiast pod względem powierzchni na miejscu 1087.).